# أبو حميد الساعدي
أبو حميد الساعدي (المتوفي سنة 60 هـ) صحابي من الأنصار من بني ساعدة من الخزرج، وأحد رواة الحديث النبوي، وأحد فقهاء الصحابة، قيل اسمه (عبد الرحمن أو المنذر) بن عمرو بن سعد.
قال خليفة بن خياط وابن سعد أنه شهد مع النبي محمد غزوة أحد وما بعدها. وتوفي في آخر خلافة معاوية بن أبي سفيان، قيل سنة 60 هـ، وقيل توفي سنة بضع وخمسين. وكان له من الولد المنذر وسعد وعمرة أمهم كبشة بنت عبد عمرو بن عبيد الساعدية، وانقرض ولده فلم يبق منهم أحد.

## روايته للحديث النبوي
- روى عن: النبي محمد.[5]
- روى عنه: جابر بن عبد الله بن عمرو بن حرام وعروة بن الزبير وعمرو بن سليم الزرقي وعباس بن سهل بن سعد وخارجة بن زيد بن ثابت ومحمد بن عمرو بن عطاء[3] وحفيده سعيد بن المنذر بن أبي حميد وعبد الملك بن سعيد بن سويد الأنصاري[1] وإسحاق بن عبد الله بن عمر بن الحكم وعبد الرحمن بن أبي سعيد الخدري وأبو أسيد الساعدي وموسى بن عبد الله بن يزيد الخطمي ويزيد بن زيد الأنصاري مولى بني ساعدة.[5]
- مروياته: له في مسند بقي بن مخلد 26 حديث، وله حديث في وصف هيئة صلاة النبي محمد،[3] كما روى له الجماعة.[5]